# Gauthier Jeanneau
 (août 2008).
Si vous disposez d'ouvrages ou d'articles de référence ou si vous connaissez des sites web de qualité traitant du thème abordé ici, merci de compléter l'article en donnant les références utiles à sa vérifiabilité et en les liant à la section « Notes et références ».
Gauthier Jeanneau (Gaultié Jehanneau), né au début du XIVe siècle à Fontenay-le-Comte et mort pendu en octobre 1349 à Machecoul, est un brigand notoire ayant vécu en Poitou.

## Biographie
Gauthier Jeanneau serait né au début du XIVe siècle à Fontenay-le-Comte, dans une famille modeste de serfs.
Un temps destiné à une vie religieuse, il laisse les siens pour s'adonner à des rapines et méfaits dans les marais de Challans et ceux de Monts, où détrousseurs et voleurs sans morales s'y retrouvent. C'est là, à la tête d'une troupe d'une soixantaine d'hommes, qu'en 1347 il attaque le manoir du seigneur de Beaucours en Soullans. L'un des hommes, un nommé Gaétan de Huissac, se livre à des excès sur la famille du noble alors absent, désobéissant à son chef qui ne souhaitait que violenter les roturiers et rançonner les nobles. Les domestiques et paysans des alentours ne doivent leur salut que grâce à l'intervention d'hommes en armes prévenus et venus de Challans.
La troupe de Gauthier Jeanneau va alors s'égayer, Gaétan de Huissac est rapidement pris à Saint-Hilaire[Lequel ?] et égorgé par les hommes de Beaucours, qui organise lui-même la chasse à l'homme dans le pays. Gauthier Jeanneau et sept de ses derniers hommes sont arrêtés dans une taverne du pays de Monts, défiant toute prudence un jour consacré (dimanche).
Ils sont jugés et pendus à Machecoul en octobre 1349,.